# William Batchelder Greene
William Batchelder Greene (ur. 4 kwietnia 1819 w Haverhill, zm. 30 maja 1878 w Somerset) – amerykański anarchoindywidualista, pastor unitariański, żołnierz i promotor wolnej bankowości w Stanach Zjednoczonych.

## Życiorys
William Batchelder Greene był synem dziennikarza i bostońskiego poczmistrza Nathaniela Greene’a. W 1835 został powołany do Akademii Wojskowej Stanów Zjednoczonych w Massachusetts, ale odszedł przed ukończeniem studiów. W lipcu 1839 roku został mianowany podporucznikiem w siódmej piechocie, a po odbyciu służby w drugiej wojnie seminolskiej zrezygnował w listopadzie 1841. Następnie związał się z utopijnym ruchem George’a Ripleya w Brook Farm, po czym poznał kilku transcendentalistów, w tym Orestesa Brownsona, Elizabeth Peabody i Ralpha Waldo Emersona. Studiował teologię w Harvard Divinity School, którą ukończył w 1845. Przed wyjazdem do Europy był pastorem w kościele unitarnym w Brookfield.
Greene wrócił do Stanów w 1861, by służyć w amerykańskiej wojnie domowej. Chociaż był Demokratą, był silnym abolicjonistą i na początku wojny secesyjnej został pułkownikiem czternastej piechoty Massachusetts, następnie pierwszej artylerii ciężkiej Massachusetts. W 1862, stacjonując ze swoim pułkiem w Fairfax w Wirginii, został odwołany i przydzielony przez generała George’a McClellana do dowództwa brygady artyleryjskiej w dywizji generała Amiela Weeks Whipple’a. W październiku 1862 zrezygnował ze swojej komisji, aby kontynuować podróże i pisarstwo. Wrócił do Bostonu, gdzie wraz z Ezrą Heywoodem i Josiahem Warrenem rozwinął pierwszy amerykański ruch anarchistyczny. Greene coraz bardziej angażował się w walkę o prawa związkowe, został przewodniczącym Massachusetts Labour Union i był aktywnym członkiem Międzynarodowego Stowarzyszenia Robotników.
Według Jamesa J. Martina w Men Against the State Greene nie stał się „pełnoprawnym anarchistą” aż do ostatniej dekady swojego życia, ale z jego pism wynika, że już w 1850 artykułował chrześcijański mutualizm, opierając się w dużej mierze na pismach Pierre’a Leroux’a, niekiedy będącego antagonistą Pierre’a-Josepha Proudhona (zob. Equality; 1849 i Mutual Banking; 1850), pisząc w The Radical Deficiency of Existing Circulating Medium (1857): „Istniejąca organizacja oparta na kredycie jest córką twardego pieniądza, zrodzoną z niego kazirodczo przez niedostatek środka płatniczego, który wynika z praw czyniącego bilon jedynym prawnym środkiem płatniczym. Bezpośrednimi konsekwencjami dezorientacji kredytowej są: brak zaufania, strata czasu, oszustwa handlowe, bezowocne i powtarzające się wnioski o płatność, skomplikowane z nieregularnymi i rujnującymi obszarami. Ostateczne konsekwencje to układy, nieściągalne długi, drogie kredyty mieszkaniowe, pozwy sądowe, niewypłacalność, bankructwo, rozdzielenie klas, wrogość, głód, ekstrawagancja, niepokój, zamieszki, wojna domowa i wreszcie rewolucja. Naturalnymi konsekwencjami mutualnej bankowości są przede wszystkim: stworzenie porządku i ostateczne ustanowienie należytej organizacji w ciele społecznym, a ostatecznie – wyleczenie wszelkiego zła, które wynika z obecnej niespójności i zakłóceń w relacjach produkcyjnych i handlowych”.
W swojej radykalnej, anonimowo opublikowanej broszurze Equality, Greene pisał o równości wobec prawa: „Słusznie, że ludzie powinni być równi w obliczu prawa: ale kiedy ustanowiliśmy równość w obliczu prawa, to został wykonany jedynie półśrodek. Powinniśmy mieć również RÓWNE PRAWA”. Komentarze kierował wobec tworzenia korporacji.

### Śmierć
Greene spędził ostatnie dni w Somerset, w Anglii. Jego ciało zostało przewiezione do Bostonu i pochowane w Forest Hills w Roxbury.

## Mutual Banking
Greene jest najbardziej znany z dzieła Mutual Banking, w którym proponował system bankowy bez odsetek; oraz z Transcendentalism, krytyka szkoły filozoficznej Nowej Anglii. W latach 1850 i 1851 zorganizował obywateli Brookfield, Warren and Ware w Massachusetts, aby złożyli petycję do Sądu Stanowego o statut utworzenia mutualistycznego banku. Po wszystkich petycjach i po wysłuchaniu argumentów petentów, Komisja ds. Banków i Bankowości stwierdziła po prostu: „Wstrzymane do odwołania”. Podobne próby podejmowane przez New England Labor Reform League w latach siedemdziesiątych XIX wieku przyniosły podobne rezultaty. Mutualistyczne idee bankowości Greene’a przypominały idee Pierre’a-Josepha Proudhona, a także banki ziemskie okresu kolonialnego. Miał on istotny wpływ na Benjamina Tuckera, redaktora anarchistycznego dziennika Liberty.